# Депресанти
Депресанти су група дрога која изазива стање дубоког опуштања, апатије, летаргије и депресије кочећи одговоре на акције централног нервног система. Најпознатији су барбитурати и транквилајзери.
Даунер или спушталица је термин у сленгу који се односи на занконите и незаконите дроге које доводе до „спуштања” или „дауна”, односно изазивају стање дубоког општања. Упркос пожељним ефектима већина ових супстанци доводи до зависности, а најчешће се злоупотребљавају барбитурати, транквилајзери и други депресори централног нервног система. У сленгу „даунер” може бити и особа у стању „дауна” (неприродно или природно опуштена) или особа која доноси смирење.